# Лео Ланія
Лео Ланія, справжнє ім'я — Лазар Герман (13 серпня  1896, Харків, Російська імперія — 9 листопада 1961, Мюнхен) — німецькомовний російсько-американський журналіст і письменник.

## Життєпис

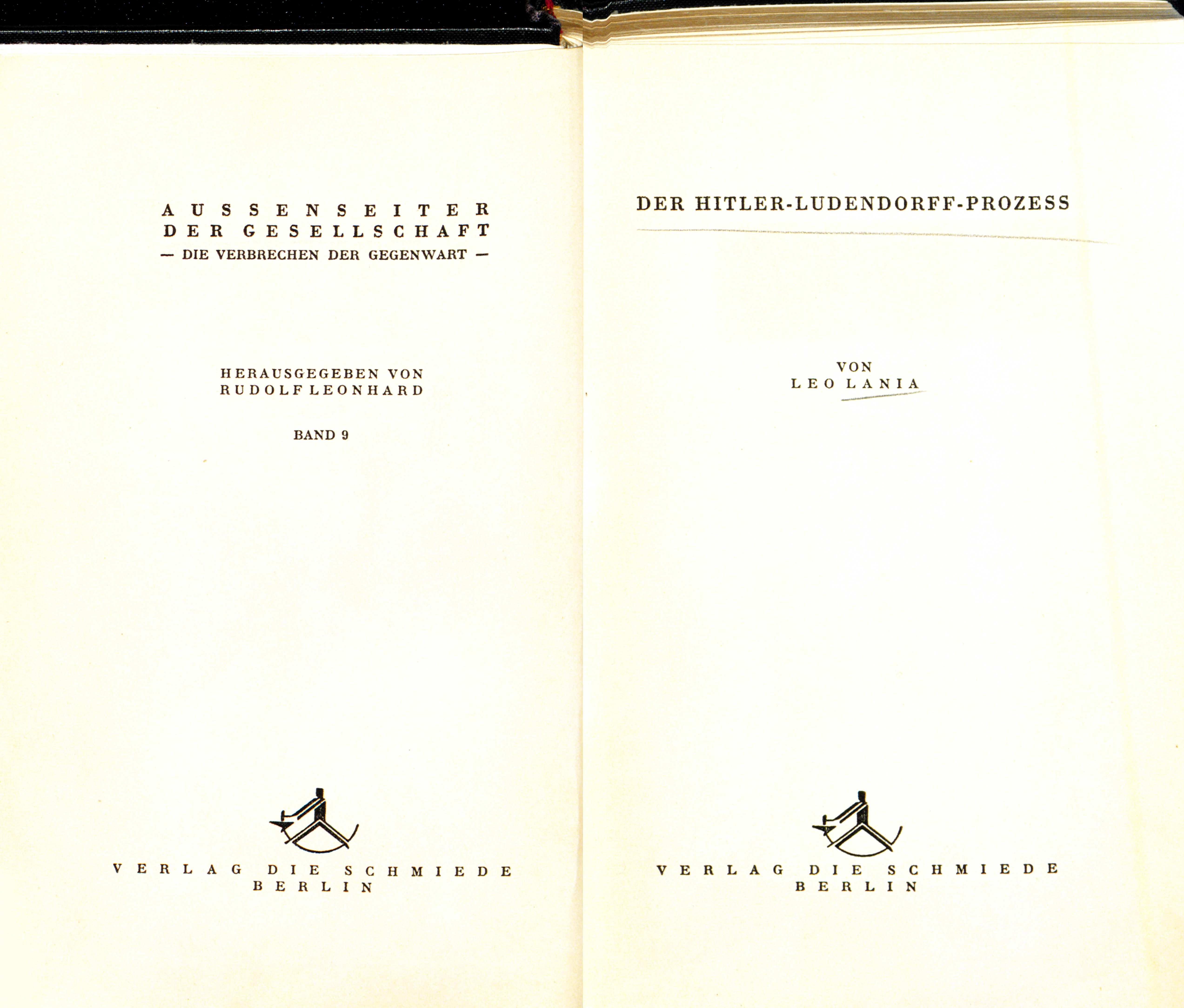
Процес Гітлера Людендорфа (1925)

Лазар Герман народився 13 серпня 1896 року у родині   лікаря та професора університету Фрідріха Саломона Германа та Міри Мінц. Після смерті батька в 1906 році його мати повернулася до Відня з двома синами. Лазар навчався у  Віденській комерційній академії. Він вперше працював у соціалістичній Робітничій газеті в 1915 році. Під час Першої світової війни він пішов добровольцем  на фронт, був  офіцером артилерії на Східному фронті. Після війни Ланія вступив до Комуністичної партії Австрії і працював редактором «Червоного прапора». З вересня 1921 р. жив у Берліні.
За допомогою підробленого листа-рекомендації від брата Беніто Муссоліні Арнальдо він замаскував себе під італійського фашиста і зумів отримати доступ до Адольфа Гітлера та Беобахтера Völkischer у Мюнхені в 1923 році. Ланія опублікував одне з перших міжнародних інтерв'ю з Гітлером. Він задокументував свій досвід журналіста раннього розслідування   нацистського руху у книгах Die Totengräber Deutschlands (1924) та " Судовий процес Гітлера-Людендорфа" (1925). У   книзі « Гармати на подорожі» (1924) він попередив про небезпеку таємного переозброєння Німеччини. Йогот звинуватили у державній зраді. За цим процесом Рейхстаг пройшов «Лекс Ланію» для захисту професійних журналістських таємниць. Ланія був місцевим редактором берлінського  видання до 1926 р.
З середини двадцятих років Ланія все більше звертався до театру та кіно. Він був членом драматичного колективу сцени, керованого Ервіном Піскатором у 1927 році в Берлінському театрі на Ноллендорфплац.  Lania  написав сценарій для екранізації Бертольда Брехта Dreigroschenoper, з яким він  працював на сцені.
Через швидке поглинання влади націонал-соціалістами Ланія емігрував через Прагу в Австрію в 1932 році та до Франції в 1933 році. Після початку війни Ланія   добровільно пішов на фронт  в 1939 році, але був затриманий в таборі інтернування в Аудерні на кілька місяців. У 1940 році йому вдалося втекти на південь Франції. Того ж року емігрував до США з дружиною та сином через Іспанію та Португалію. Він опрацював свої переживання  в книзі «Найтемніша година» (1941). У США він працював у Управлінні військової інформації.
У середині 1950-х Ланія повернувся в Німеччину, до Мюнхена. Він написав біографію Ернеста Хемінгуея. У 1959 році він написав автобіографію Віллі Брандта, тодішнього керуючого мера Берліна
У 1961 році Лео Ланія помер від серцевого нападу в Мюнхені. Похований у Берлін-Зелендорфі.
Архів історичного товариства Вісконсіна опікується маєтком Лео Ланія.

## Твори

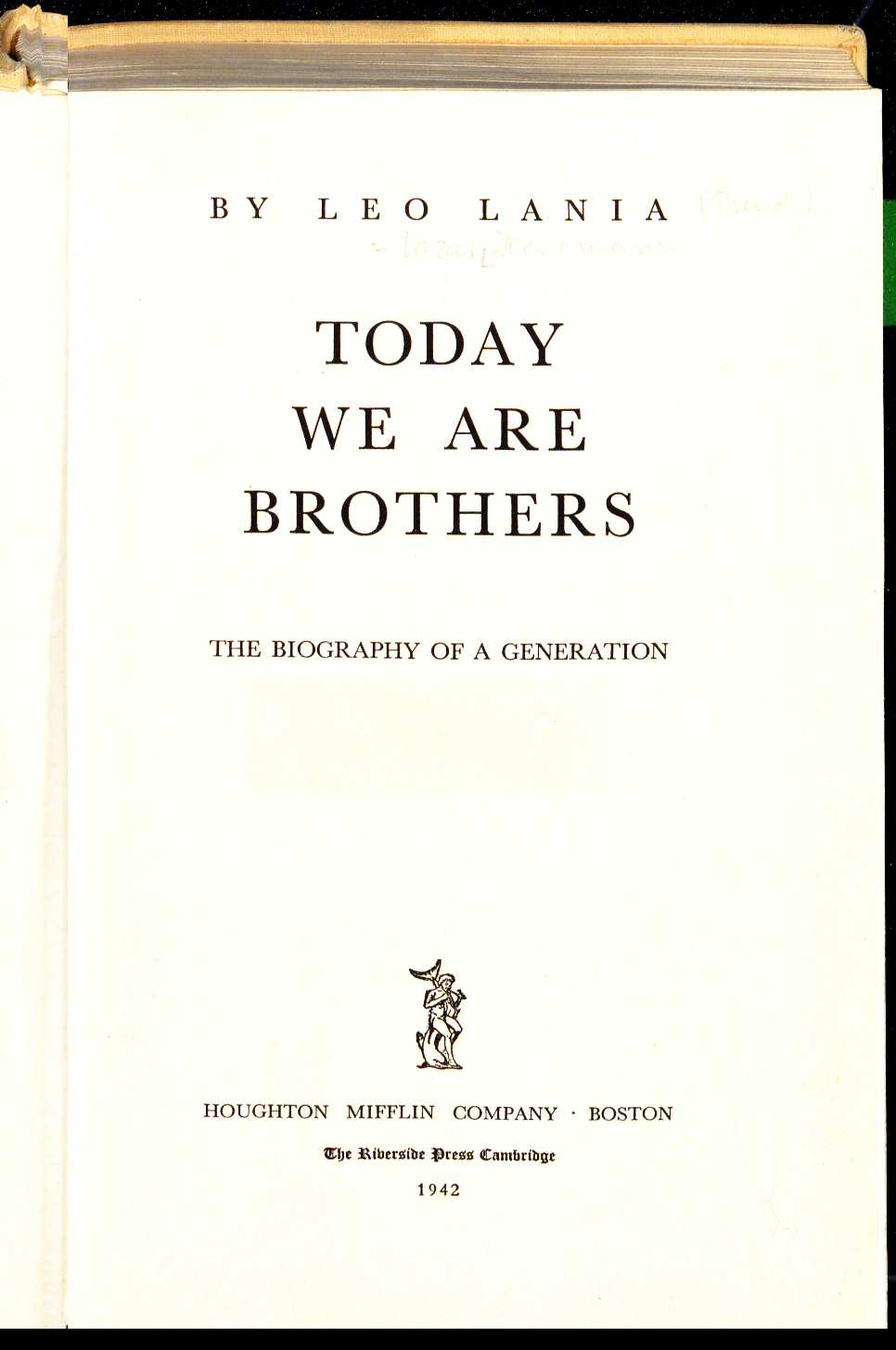
Сьогодні ми - брати (1942)

- Гвинтівки під час подорожі. Фотографії з німецького сьогодення , (1924)
- Процес Гітлера Людендорфа, 1925 р. (Репортаж)
- Мирна конференція 1926 р. (Драма)
- Танець у темряві. Аніта Бербер. Біографічний роман , 1929 рік
- Бог, Цар і Вітчизна, 1930 р. (Драма)
- Земля Обіцяна, 1934 р. (Роман)
- Мандрівник у нікуди, 1935 р. (Роман)
- Герой, 1936 (драма)
- Найтемніша година, 1941 р. (Репортаж, перекладений двома мовами)
- Сьогодні ми - брати: біографія покоління. Ральф Марлоу румунською мовою. Бостон Хафтон Міфлін, 1942 рік
- Land im Zweelicht, 1950 (роман, перекладений на п'ять мов. Опубліковано Mandelbaum-Verlag у 2017 році та післямови Майкла Швайгера).
- Світ у переході, 1953 р. (Автобіографія)
- Міністр закордонних справ, 1960 (роман)
- Хемінгуей. Образна біографія , 1960

## Фільмографія
- 1928 р.: Діловий цикл
- 1929: На хліб щоденний (голод у Вальденбурзі)
- 1938: Драма   Шанхай
- 1938: Ультиматум
- 1953: Cose da pazzi
- 1962: Ненависть без милосердя